# Adam z Wągrowca
Adam z Wągrowca († 27. August 1629) war ein polnischer Organist, Komponist und ein Zisterziensermönch, der zum Zisterzienserkloster in Wągrowiec gehörte.

## Biografie
Adam z Wągrowca kam aus Margonin nach Pałuki. Zu Lebzeiten genoss er die Stellung eines herausragenden Musikers und großen Organisten. Am 17. März 1620 war er eingeladen, die neue Orgel der Erzkathedrale von Gniezno auszuprobieren.
Im samogitischen Dörfchen Kroże des Großfürstentum Litauen schrieb er Polnische Orgeltabulaturen (ca. 1618), die über 30 seiner Werke beinhaltet. Als Komponist repräsentierte er die italienische Tradition der Renaissancemusik und des Frühbarocks; seine Orgelwerke sind stilistisch nahe denen Frescobaldis. Als weltweit erster verwendete Adam z Wągrowca bei der Notation seiner Orgelwerke die heute obligatorische dritte Notenzeile zur Niederschrift der Orgelpedalstimme, die mit den Beinen gespielt wird.